# Первомайський (Первомайський район)
Первома́йський (рос. Первомайский) — селище, адміністративний центр Первомайського району Оренбурзької області, Росія.

## Населення
Населення — 6346 осіб (2010; 6576 у 2002).
Національний склад (станом на 2002 рік):
- росіяни — 83 %